# MSZ ISO 3864-1
Honosított magyar szabvány neve: MSZ ISO 3864-1:2009 Grafikai jelképek. Biztonsági színek és biztonsági jelek. 1. rész: Munkahelyi és közterületi biztonsági jelek tervezési alapelvei
Állapot: jelenleg visszavont szabvány. Helyette a 2/1998 (I. 16.) MüM. rendelet  előírása az irányadó.

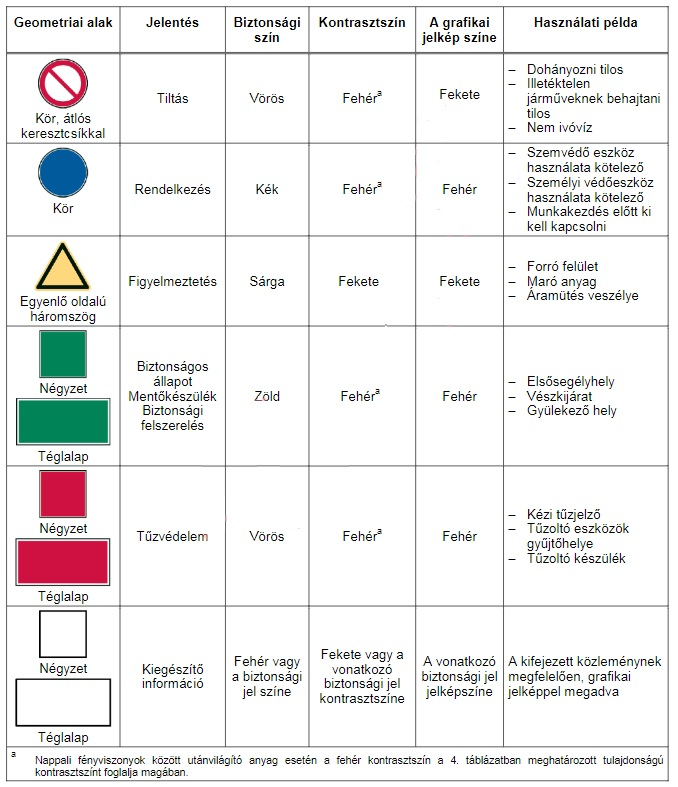
Geometriai alakok és biztonsági színek, kontraszt színek általános jelentése

Ez a nemzetközi szabvány (ISO 3864) meghatározza a biztonságazonosító színeket, és a munkahelyeken és a közterületeken baleset-megelőzés, tűzvédelem, egészségkockázati információ és vészkiürítés céljából használt biztonsági jelek tervezési alapelveit. Meghatározza továbbá a biztonsági jeleket tartalmazó szabványok kidolgozásakor alkalmazandó alapelveket.
Az ISO 3864 e része alkalmazható a munkahelyekre és mindazon helyekre és területekre, ahol biztonsággal összefüggő kérdések felmerülhetnek. Nem alkalmazható azonban a vasúti, a közúti, a folyami, a tengeri és a légi közlekedés irányítására használt jelzésekre, és általánosan szólva, az e területek tárgyára vonatkozó szabályozásra, amely eltérő lehet.
MEGJEGYZÉS: Bizonyos országok törvényes előírásai bizonyos tekintetben eltérhetnek az ISO 3864 e részében megadottaktól.

## Biztonsági színek és alakjelek
A biztonsági színek és a biztonsági jelek célja az, hogy gyorsan felhívják a figyelmet azokra a tárgyakra és helyzetekre, amelyek hatással vannak a biztonságra és az egészségre, és elérjék egy konkrét közlés vagy üzenet gyors megértését.
A biztonsági jeleket csak a biztonságra és az egészségre vonatkozó közlésekre szabad használni.

## Biztonsági alakjelek megjelenítése
A biztonsági színeket, a kontrasztszíneket és a geometriai alakokat csak megadott kombinációkban szabad használni a biztonsági jelek öt alaptípusának értelmezésében.
Ahol nem áll rendelkezésre grafikai jelkép, hogy egy sajátos igényű jelentéstartalmat jelezzenek, ott a jelentés- tartalmat lehetőleg a megfelelő általános jelet egy kiegészítő jellel együtt használva kell elérni.
A biztonsági és/vagy kiegészítő jel és a környezet közöttı kontraszt elérése érdekében keret kialakítása ajánlatos. A keret mérete a geometriai alak 0,025-0,05-szöröse, és derékszögű négyszög alakú jelek esetén a megadott méretet kell használni 5%-os tűrésen belül.
A belülről megvilágított biztonsági jelek kereteinek lumineszkálása nem lehet nagyobb, mint a kontrasztszín lumineszkálása.

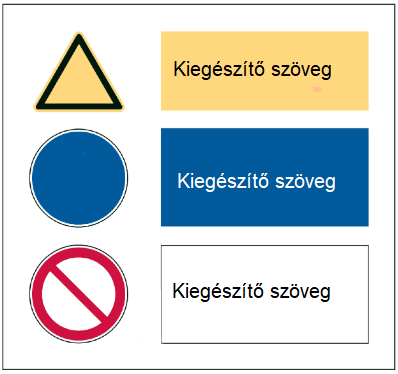
Összetett jel

| Alakjelek méretei és formája           | Alakjelek méretei és formája |
| -------------------------------------- | ---------------------------- |
|                                        | Rendelkező jel és alak       |
| Figyelmeztető jel és alak              | Zöld biztonsági szín         |
| Zöld biztonsági jel és alak (téglalap) |                              |

Összetett jel:

## Vonatkozó szabványok
- ISO 7000 Grafikai jelképek készüléken való használatra index és szinapszis
- ISO 7001 – Public Information Symbols - MSZ ISO 7001:1994 Visszavont! szabvány Közönségtájékoztató jelképek
- MSZ EN ISO 7010 Grafikus szimbólumok. Biztonsági színek és biztonsági jelzések. Regisztrált biztonsági jelzések
- ISO/CIE 10526 CIE szabványos fényforrások színméréshez CIE 15.2 Kolorimetria, második kiadás
- CIE 54 Fényvisszavetés. Meghatározás és mérés
- IEC 60050-845 1987 Nemzetközi elektrotechnikai szótár (IEV) 845 kötet Világítás
- IEC 60417 adatbázis, Berendezéseken használt grafikai jelképe